# Галлуа-Монбрен, Раймон
Раймо́н Галлуа́-Монбрён (фр. Raymond Gallois-Montbrun; 15 августа 1918, Сайгон — 13 августа 1994, Париж) — французский композитор, скрипач и музыкальный педагог.
Окончил Парижскую консерваторию, где учился у Анри Бюссера (композиция) и Фирмена Туша (скрипка). В 1944 году был удостоен Римской премии за кантату «Луиза Милосердная» (фр. Louise de la Miséricorde) и 1946—1948 годах провёл в Италии. В последующие годы гастролировал как скрипач, в том числе в СССР, Северной Африке, на Ближнем и Дальнем Востоке. Выступал, в частности, в дуэте с пианистом Пьером Санканом. В дальнейшем в меньшей степени занимался исполнительством, однако в конце 1960-х годов принял участие в записи полного собрания камерной музыки Габриэля Форе (вместе с Жаном Юбо, Полем Тортелье, Андре Наварра и другими французскими музыкантами).
В 1957 году возглавил Версальскую консерваторию, а в 1962—1983 годах был директором Парижской консерватории. На протяжении многих лет был связан с Международным конкурсом исполнителей имени Маргерит Лонг и Жака Тибо как член жюри, художественный руководитель, президент (1988—1991). В 1980 году был избран членом Академии изящных искусств.
Среди основных сочинений Галлуа-Монбрена — опера «Соловей и император» (фр. Le Rossignol et l’Empereur; 1957), «Японская симфония», скрипичный, виолончельный и фортепианный концерты, камерная музыка.